# Шайтан-Коба
Шайта́н-Коба́ (укр. Шайтан-Коба, крымскотат. Şeytan Qoba, Шейтан Къоба) — грот, расположенный на правом берегу реки Бодрак, около села Скалистое, Бахчисарайского района на полуострове Крым. Памятник археологии. Название в переводе с крымскотатарского языка означает «чёртова пещера».

## Общие сведения
Шайтан-Коба находится у подножия скального обрыва на реке Бодрак, на юго-восточной окраине села Скалистое. Площадь грота составляет 28 м², глубина — до 4 м, высота — 2 м. Наибольшая ширина находится в самом начале и составляет 7 м.

### Особенность
Грот интересен тем, что в 1929 году в нём была открыта стоянка древнего человека эпохи среднего палеолита (100 — 40 тыс. до н. э.), в том числе носителей Кабазийской культуры. Исследования стоянки начались в 1929—1930 годах.
Толщина культурного слоя не более 30 см. Археологами в настоящее время найдено около 25000 кремнёвых орудий и кости животных, на которых охотились первобытные люди — в основном дикий осел, сайга и различные виды птиц (серая куропатка, дикий голубь, галка, белобрюхий и обычный стриж, сорока). Небольшое количество костей, таких животных, как мамонт, бизон, олень благородный, лошадь, северный олень, песец говорит о том, что они не являлись основным источником питания. Сохранились некоторые рисунки первобытного человека.

#### Находки
Каменные орудия изготовлены из мелового кремня серых оттенков. Найдены орудия, подвергшиеся вторичной обработке ретушью — разнообразные типы скребел и ножей. Найдены также острия и орудия зубчатые, выемчатые, остроконечники и т. п.
В 10 см от современной поверхности был обнаружен очаг размером 0,5×0,25 м, вокруг которого концентрировалось наибольшее количество кремнёвых орудий и обломков костей ископаемых животных.

## Как добраться
1. на автобусе из Симферополя до села Скалистое
2. электричкой от Симферополя до станции Почтовая, далее пешком по шоссе к селу Скалистое.